# Johann Puliant von Eptingen
Johann Puliant von Eptingen wurde erstmals 1356 erwähnt († 1402) und war Bürgermeister von Basel.

## Leben
Johann Puliant von Eptingen entstammte dem Geschlecht der Herren von Eptingen auf Blochmont und wurde als Sohn des Johann Puliant von Eptingen und dessen Ehefrau Gertrud, geb. Marschalk, geboren.
Er war Ritter und Lehensträger des Grafen von Pfirt sowie des Bischofs von Basel.
Er gehörte dem Basler Rat an und war von 1375 bis 1398 zehnmal Bürgermeister.
1400 erhielt er vom Grafen von Habsburg das Dorf Bartenheim als Lehen, dieses ging nach seinem Tod an seinen Schwiegersohn Gerotheus von Rathsamhausen über.
Johann Puliant von Eptingen war in erster Ehe mit Katharina Adelheid, Tochter von Ottman Schaler, Bürgermeister von Basel und in zweiter Ehe mit Anna, verwitwete von Klingenberg, verheiratet. Seine Kinder waren:
- Peterman von Eptingen, Herr von Bisel, verheiratet mit Adelheid von Gradwiler;
- Götzmann von Eptingen;
- Adelheid von Eptingen, war in erster Ehe mit Götzmann Münch und in zweiter Ehe mit Gerotheus von Rathsamhausen verheiratet;
- Engeltrud von Eptingen, Nonne im Kloster Klingenthal;
- Clara von Eptingen, Nonne im Kloster Klingenthal;
- Lisa von Eptingen, Nonne im Kloster Klingenthal.